# Lorentzia bifaria
Lorentzia bifaria là một loài rêu trong họ Thuidiaceae. Loài này được (Bosch & Sande Lac.) W.R. Buck & H.A. Crum mô tả khoa học đầu tiên năm 1990.